# Bellevaux
Bellevaux település Franciaországban, Haute-Savoie megyében. Lakosainak száma 1392 fő (2022. január 1.). Bellevaux La Baume, La Côte-d’Arbroz, Habère-Lullin, Habère-Poche, Lullin, Mégevette, Mieussy, Saint-Jean-d’Aulps, Seytroux és Vailly községekkel határos.

## Népesség
A település népességének változása:
| Lakosok száma | 1301 | 1282 | 1329 | 1294 | 1286 | 1273 | 1275 | 1334 | 1392 |
|               | 2013 | 2015 | 2016 | 2017 | 2018 | 2019 | 2020 | 2021 | 2022 |